# Iñaki Vijandi
José Iñaki Vijandi Álvarez, conocido como Iñaki Vijandi, nació en Urioste, municipio de Ortuella (Vizcaya, España) el 28 de julio de 1961. Fue un ciclista español, profesional entre los años 1986 y 1989.
Sus únicas victorias las obtuvo en la modalidad de ciclocrós, a la que se dedicó prácticamente en exclusividad, logrando un Campeonato de España de Ciclocrós. Siendo digno de destacar el campeonato del mundo que logró en categoría juvenil en el año 1979.

## Palmarés
1986
- Campeonato de España de Ciclocrós

1987
- 3.º en el Campeonato de España de Ciclocrós

1988
- 2.º en el Campeonato de España de Ciclocrós

## Equipos
- Zahor (1986-1987)
- Torrot (1988)
- Zaindu (1989)